# Rafael Boluda
Rafael Boluda Vidal, né le 24 avril 1941 à La Llosa de Ranes, est un scénariste et un dessinateur de bande dessinée espagnol.

## Œuvre

### Publications en français
- Pirates, Aventures et Voyages, collection Mon journal

92. La Robe tachée de sang, scénario de Giovanni Borraccino, dessins de Gaspare De Fiore, Rafael Boluda et Manuel López Blanco, 1982
93. L’Île du grand massacre, scénario de Giovanni Borraccino, Esteban Maroto et Michel-Paul Giroud, dessins d'Esteban Maroto, Gaspare De Fiore, Rafael Boluda et Michel-Paul Giroud, 1983
94. Les Voiles mouillées, scénario de Giovanni Borracino et Esteban Maroto, dessins d'Esteban Maroto, Gaspare De Fiore et Rafael Boluda, 1983
95. Les Fruits du bonheur fou, scénario de Silverio Pisu, Giovanni Borraccino, Esteban Maroto et Mario Sbattella, dessins de Rafael Boluda, Esteban Maroto, Alberto Castiglioni et Mario Sbattella, 1983
98. Pour deux verres de rhum, scénario de Silverio Pisu, Giovanni Borraccino et Esteban Maroto, dessins de Rafael Boluda, Esteban Maroto et Alberto Castiglioni, 1983
100. Ruse de pêcheurs, scénario de Silverio Pisu, Giovanni Borraccino, Miguel Cussó et Michel-Paul Giroud, desins de Rafael Boluda, Alberto Castiglioni, Michel-Paul Giroud et Jordi Bernet, 1984
- Bengali, Aventures et Voyages, collection Mon journal

81. Le mystérieux Sorcier blanc, scénario de John Wagner, Roberto Renzi et Pat Mills, dessins de Rafael Boluda et Augusto Pedrazza, 1980
82. Le Rayon écarlate, scénario de John Wagner, Roberto Renzi, Tom Tully et Pat Mills, dessins de Rafael Boluda, Mike Western et Augusto Pedrazza, 1981

### Publications en espagnol
Dans les années 1960, Rafael Boluda travaille essentiellement pour la maison d'édition Editorial Maga au sein de ses périodiques Johnny Fogata, Espíritu del Oeste, África, Atletas, El Defensor… Il participe ponctuellement à d'autres périodiques comme Hazañas bélicas (Ediciones Totay) ou Rogue Trooper (Ediciones Kraken).